# Економіка Південного Судану
Економіка Південного Судану — одна з типових африканських слаборозвинених економічних систем. Південний Судан є однією з найбідніших країн у світі.

## Нафтовидобуток
Нафта — головний ресурс країни, на який спирається вся економіка Південного Судану. З 500 тис. барелів нафти, що видобуваються в Судані, близько 75 % нафтовидобутку припадає на родовища на Півдні. Оскільки нафтоносні райони розташовані в основному в Південному Судані, починаючи з 9 липня 2011 року Північний Судан виявився від них відрізаний. Проте  Північний Судан контролює нафтогін, через який нафта йде на експорт, у зв'язку з цим у кожної сторони присутні власні інтереси з питань, пов'язаних з розподілом нафтового прибутку Міністр інвестицій Південного Судану генерал-полковник Ояй Денг Аджак неодноразово заявляв про необхідність міжнародного вирішення питання нафтоносного району Аб'єй.

## Продукти експорту
Південний Судан експортує на міжнародній ринок деревину. Масиви лісового фонду тикового дерева знаходяться в Кавалі, Лійо, Лока-Вест та Нуні. Західні ресурси екваторіальної деревини знаходяться в Мвуба (Замоі).
Регіон багатий природними ресурсами, такими як залізна руда, мідь, хромомісні руди, цинк, вольфрам, слюда, срібло, золото. Є можливості для розвитку гідроенергетики.

## Сільське господарство

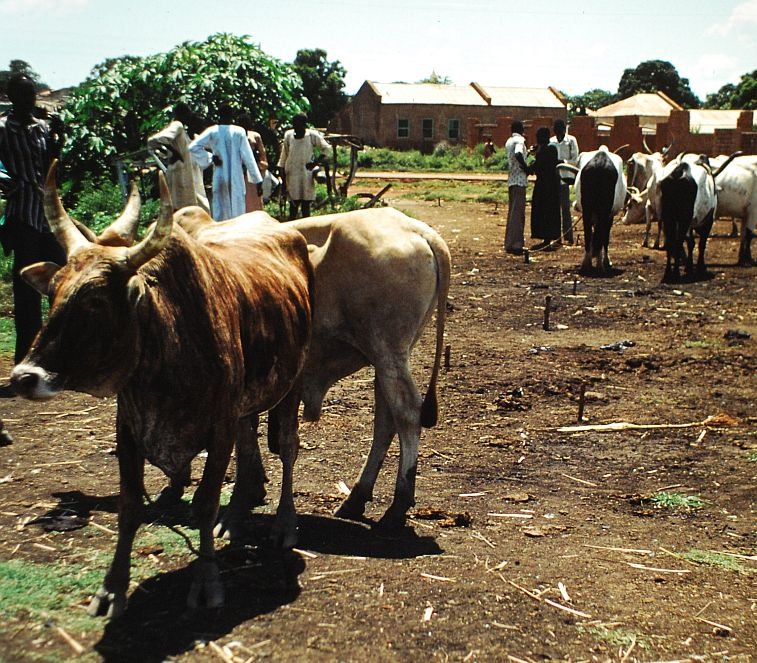
Ринок худоби у Вау

Економіка країни, як і в багатьох інших країнах, що розвиваються, значною мірою залежить від сільського господарства. Найважливішими сільськогосподарськими культурами Південного Судану є: бавовна, арахіс, сорго, просо, пшениця, гуміарабік, цукрова тростина, тапіока, манго, папая, банани, батат та кунжут. У центрально-екваторіальній частині плантації знаходяться в районі Кегулу.

## Фінансова система
До 1992 року валютою в країні був динар, який замінив Суданський фунт. З 9 липня 2011 року на території Південного Судану був запроваджений Південносуданський фунт, повноцінний обіг якого на всій території країни почався з серпня 2011 року.

## Туризм
Південний Судан має потенціал для розвитку туризму, зокрема завдяки трьом національним паркам країни, проте відповідна інфраструктура перебуває лише на стадії планування.